# Sermérieu
Sermérieu é uma comuna francesa na região administrativa de Auvérnia-Ródano-Alpes, no departamento de Isère. Estende-se por uma área de 17,14 km². Em 2010 a comuna tinha 1 713 habitantes (densidade: 99,9 hab./km²).